# Sahara Hotel and Casino
Pour les articles homonymes, voir Sahara (homonymie).
Le Sahara  est un complexe hôtel-casino situé sur le Strip à Las Vegas.

## Description
Il s'inspire, comme son nom l'indique, du désert du Sahara. Il a ouvert ses portes  en 1952 et a aujourd'hui 1720 chambres. La Tangiers tower est la plus haute tour de l'hôtel, elle mesure 90 mètres de haut (295 pieds) pour 26 étages. Il y a plusieurs restaurants au Sahara (Sahara Buffet, Nascar Café, House of Lords,...) une chapelle de mariage.
L'attraction principale est le Speed, des montagnes russes dont le circuit longe le Strip et traverse la grandiose enseigne du Sahara devant l'hôtel.

## Histoire
Le Sahara a ouvert ses portes en 1952. Construit par Milton Prell, le Sahara était le 6e hôtel construit le bord du Strip.
En 1961, l'hôtel est acheté par Del Webb.
Une tour de 24 étages est construite au Sahara.
Le Sahara est le site où a lieu pendant plusieurs années le Jerry Lewis Labor Day Telethon (Téléthon Jerry Lawis de la Fête du Travail).
En 1987, l'hôtel s'agrandissait avec une tour de 27 étages, une nouvelle porte cochère pour l'entrée et une nouvelle piscine.
En 1995, Bill Bennett devient le nouveau propriétaire de l'hôtel jusqu'à sa mort le 22 décembre 2002. C'est maintenant la famille de Bill Bennett qui est propriétaire de l'hôtel.
En 1999, l'hôtel recevait encore de nouvelles améliorations avec la construction du Roller-Coaster (Montagnes russes) et un nouveau restaurant (Nascar Cafe).
La rumeur de la fermeture du Sahara était évoquée dans les médias en février 2006. Dans un article de nouvelles du 30 juin 2006, on a signalé que l'emplacement du Sahara, aussi bien qu'une propriété adjacente ancienne, étaient en vente.
Le Sahara a fermé ses portes le lundi 16 mai 2011 et a rouvert en 2014 après une restauration, sous le nom de SLS Las Vegas.
En avril 2018, Meruelo Group rachète le SLS. Alex Meruelo annonce un projet planifié à 100 millions de rénovations pour le complexe, et son intention de renommer le SLS en 2019.
Durant l'été 2019, le nouveau nom du SLS a été annoncé. Il reprend son nom d'origine, Sahara. Le changement s'opérera avec le projet de rénovation global du complexe, annoncé de 150 millions, qui durera plusieurs mois ou années, incluant une amélioration des chambres d'hôtel, le redesign de la piscine, un rafraîchissement du casino et des lieux de divertissement.
Y ont chanté : Violetta Villas, Barbra Streisand et Connie Francis.

## Les commodités de l'hôtel
L'hôtel dispose de 1 720 chambres et suites.
Le casino possède de nombreuses machines à sous et tables de jeux sur une superficie de plus de 7 890 m².
L'hôtel dispose de plusieurs restaurants :
- House of Lords
- Paco's Bar & Grill
- Caravan Café
- Sahara Buffet
- NASCAR Cafe
- The Grind Cafe

L'hôtel propose de nombreux divertissements : The Amazing Johnathan et Platters, Cornell Gunter's Coasters, Beary Hobb's Drifters, se représentent au Casbar Lounge. The Scintas et Trent Carlini font leurs spectacles au Sahara Theater.
L'hôtel propose aussi deux attractions : Cyber Speedway, jeu virtuel de course de voiture du futur, et le Speed - The Ride, montagnes russes qui longent le Strip.
L'hôtel dispose aussi d'une piscine de plus de 460 m², d'un jacuzzi, et d'une chapelle de mariage (Wedding Chapel at the Sahara).
Le Las Vegas Monorail a sa station la plus au nord de Las Vegas juste à côté du Sahara.

## Dans la culture
- Le Sahara fait partie des cinq casinos dévalisés par Danny Ocean et sa bande dans le film L'Inconnu de Las Vegas.
- Dans le jeu vidéo Fallout: New Vegas, un hôtel-casino nommé Gomorrah (nom anglais de la ville biblique de Gomorrhe) est fortement inspiré du Sahara.